# Antignac (Cantal)
Antignac – miejscowość i gmina we Francji, w regionie Owernia-Rodan-Alpy, w departamencie Cantal.
Według danych na rok 1990 gminę zamieszkiwało 335 osób, a gęstość zaludnienia wynosiła 21 osób/km² (wśród 1310 gmin Owernii Antignac plasuje się na 522. miejscu pod względem liczby ludności, natomiast pod względem powierzchni na miejscu 598.).